# Tony Reno
Tony Peter Niemistö (Danderyd,  Estocolmo, Suecia, 10 de febrero de 1963), mejor conocido profesionalmente como Tony Reno, es un ex músico sueco.
Niemistö es más recordado por ser el baterista original de la exitosa banda sueca de hard rock Europe entre 1979 y 1984, con la cual grabó sus primeros dos álbumes de estudio.

## Biografía
Niemistö se cuenta como uno de los cuatro fundadores de Europe en 1979, junto con su líder, el vocalista y tecladista Joey Tempest, el guitarrista John Norum y el bajista Peter Olsson, bajo el nombre de Force.
Grabó con dicha agrupación sus primeros dos álbumes de estudio, Europe (1983)  y Wings of Tomorrow (1984). Sin embargo, se marchó de improviso de Europe antes de la segunda gira de conciertos con Wings of Tomorrow en 1984. Según se publicó, fue despedido a causa de su falta de motivación y a la supuesta pérdida de ritmo en los ensayos. Su reemplazo fue de inmediato y en definitiva con Ian Haugland, quien ya había colaborado en algunas presentaciones anteriores.
Respecto a su salida, los restantes miembros de la banda sintieron que no tomó lo suficientemente en serio los ensayos con la banda. "Él tenía una actitud indiferente", dijo John Norum, "Pensó que era más importante estar en casa con su novia que ensayar. Y cuando se lo dije, comenzó a reír". El entonces mánager de Europe, Thomas Erdtman le envió una carta a Tony y le dijo que estaba despedido. "Fue como un relámpago en un cielo claro", dijo el baterista. "No tenía ni idea de por qué me despidieron. De repente, estaba solo. Y los otros aflojando en los ensayos de vez en cuando también", criticó Niemistö. Por otro lado, finalizó Norum en una entrevista con Sweden Rock Magazine en 2004: "Hoy en día estamos en contacto de nuevo, pero tan pronto como le menciono Europe no quiere hablar de ello".  (enlace roto disponible en Internet Archive; véase el historial, la primera versión y la última).
En 1986, en la cúspide de la popularidad de su antigua banda, Niemistö integró una agrupación de rock de crítica contra la corrupción política llamada Geisha, reemplazando a Mikkey Dee.
Niemistö cambió por segunda vez su apellido por uno más anglosajón,  al igual que otros de sus excompañeros de Europe, para llamarse Tony Lace. Este nombre lo utilizó muy poco, volviendo finalmente a su nombre y apellido nórdico verdadero.
Geisha lanzó el álbum Phantasmagoria en 1987, para disolverse dos años más tarde El vocaiista de Geisha Yenz Cheyenne, luego formó la banda =Y=, en la cual Niemistö lo acompañó. Pulicaron un EP, =Y= en 1991, y un álbum, Rawchild en 1992.
Niemistö vive actualmente en Upplands Väsby, Estocolmo, donde trabaja para una compañía de computadoras, retirado por completo del medio musical.

## Discografía

### Europe
- Europe (1983)
- Wings of Tomorrow (1984)

### Geisha
- Phantasmagoria (1987)

### =Y=
- =Y= (1991)
- Rawchild (1992)